# Xã Drummer, Quận Ford, Illinois
Xã Drummer (tiếng Anh: Drummer Township) là một xã thuộc quận Ford, tiểu bang Illinois, Hoa Kỳ. Năm 2010, dân số của xã này là 4.023 người.